# William Tenn

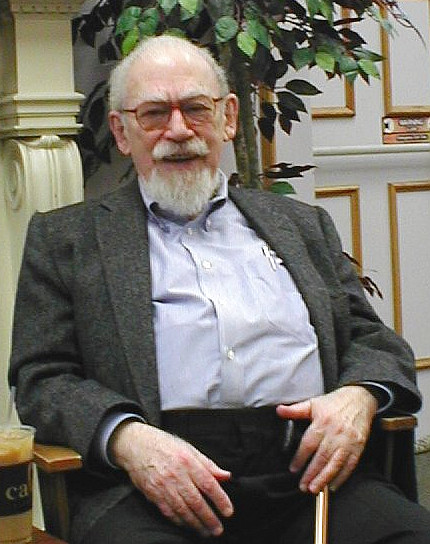
William Tenn in 2002

William Tenn, pseudoniem van Philip Klass (Londen,  9 mei 1920 - Mount Lebanon (Pennsylvania), 7 februari 2010) was een Amerikaans auteur en literatuurwetenschapper.
Tenn kwam met zijn familie in 1922 naar de Verenigde Staten. Na de Tweede Wereldoorlog begon hij met het schrijven van sciencefiction. Hij was een vertegenwoordiger van de zogenaamde "gouden eeuw" van de sciencefiction en was de belangrijkste satiricus van het genre uit zijn tijd. 
Invasies van planeten, hetzij van mensen op andere planeten (bijvoorbeeld in Venus and the Seven Sexes), hetzij van aliens op aarde (bijvoorbeeld in The Liberation of Earth), verlopen volgens de klassiek sciencefictionclichés, maar tegelijkertijd geven deze verhalen regelmatig kritiek op de hedendaagse maatschappij en politiek.
Ook de voorstellen van Tenn over de toekomstige samenleving geven blijk van een scherpe analyse van de menselijke zwakheden. In Eastward Ho! zijn de Indianen opnieuw superieur na de instorting van het maatschappelijk systeem en worden de Europeanen verdrongen; The Masculinist Revolt is een afrekening met het mannelijke en vrouwelijke seksisme.
De meeste fictiewerken verschenen onder de naam William Tenn en zijn non-fictie werd veelal onder de naam Phil (of Philip) Klass uitgegeven.

## Werken
- Alexander the Bait (1946)
- Child’s Play (1947)
- Brooklyn Project (1948)
- Consulate (1948)
- Venus and the Seven Sexes (1949)
- The Last Bounce (1950)
- Generation of Noah (1951)
- The Jester (1951)
- Null-P (1951)
- Venus Is a Man’s World (1951)
- Firewater (1952)
- The Custodian (1953)
- The Deserter (1953)
- The Liberation of Earth (1953)
- Down Among the Dead Men (1954)
- Party of the Two Parts (1954)
- Project Hush (1954)
- The Tenants (1954)
- The Flat-Eyed Monster (1955)
- Servant Problem (1955)
- The Sickness (1955)
- A Man of Family (1956)
- Time in Advance (1956)
- Wednesday’s Child (1956)
- The Dark Star (1957)
- Time Waits for Withorp (1957), ook verschenen als Winthrop Was Stubborn
- Eastward Ho! (1958)
- Lisbon Cubed (1958)
- Bernie the Faust (1963)
- The Masculinist Revolt (1965)
- My Mother Was a Witch (1966)
- The Lemon-Green Spaghetti-Loud Dynamite Dribble Day (1967)
- On Venus, Have We Got a Rabbi (1974)
- The Ghost Standard (1994)

zonder publicatiedatum:
- A Lamp for Medusa (roman)
- Betelgeuse Bridge
- Confusion Cargo
- The Discovery of Morniel Mathaway
- Dud
- Errand Boy
- Everybody Loves Irving Bommer
- Flirgleflip
- The Girl With Some Kind of Past, And George
- Hallock’s Madness
- The House Dutiful
- The Human Angle
- The Ionian Cycle
- It Ends With a Flicker
- The Malted-Milk Monster
- A Matter of Frequency
- Me, Myself and I
- Mistress Sary
- Of Men and Monsters (roman)
- The Puzzle of Priipiirii
- Ricardo’s Virus
- Sanctuary
- She Only Goes Out at Night
- There Were People on Bikini, There Were People on Attu
- Will You Walk a Little Faster?

## Verzamelwerken
- Immodest Proposals: The Complete SF of William Tenn, Volume 1 (2001) ISBN 1-886778-19-1
- Here Comes Civilization: The Complete SF of William Tenn, Volume 2 (2004) ISBN 1-886778-28-0
- Dancing Naked: The Unexpurgated William Tenn, Volume 3 (2004) ISBN 1-886778-46-9